# SPAR Premium League 2 2018/19
Die Spielzeit 2018/19 ist die 45. reguläre Spielzeit der SPAR Premium League 2 im Handball. Die Saison begann am 30. August 2017.

## Hauptrunde
| Pl.                              |  | Verein                | Sp. | S | U | N | Tore  | Diff. | Punkte |
| -------------------------------- |  | --------------------- | --- | - | - | - | ----- | ----- | ------ |
| 1.                               |  | LK Zug II             | 0   | 0 | 0 | 0 | 00:00 | ±0    | 00:00  |
| 2.                               |  | HSC Kreuzlingen       | 0   | 0 | 0 | 0 | 00:00 | ±0    | 00:00  |
| 3.                               |  | SG Yverdon & Crissier | 0   | 0 | 0 | 0 | 00:00 | ±0    | 00:00  |
| 4.                               |  | LC Brühl Handball II  | 0   | 0 | 0 | 0 | 00:00 | ±0    | 00:00  |
| 5.                               |  | BSV Stans             | 0   | 0 | 0 | 0 | 00:00 | ±0    | 00:00  |
| 6.                               |  | HC Goldach-Rorschach  | 0   | 0 | 0 | 0 | 00:00 | ±0    | 00:00  |
| 7.                               |  | HC Arbon              | 0   | 0 | 0 | 0 | 00:00 | ±0    | 00:00  |
| 8.                               |  | Spono Eagles II       | 0   | 0 | 0 | 0 | 00:00 | ±0    | 00:00  |
| Quelle: , Stand: 29. August 2018 |  |                       |     |   |   |   |       |       |        |